# Bunting kiss
bunting_kiss（バンティングキス）は、日本の4人組アイドルグループである。2019年10月13日結成。2020年12月6日解散。アーティストとしてはFlying Penguin Records（Zi:zoo）所属。愛称は｢バンキス｣。SuGのyujiが音楽プロデューサーを務めていた。
グループ名の由来は、青い鳥のインディゴバンティングとキスが合体したもの。

## メンバー
公式Twitterより。
| 名前                       | 生年月日（年齢）      | カラー   | 所属事務所                     | 備考                                            |
| -------------------------- | --------------------- | -------- | ------------------------------ | ----------------------------------------------- |
| 岩谷一磨 いわたに かずま   | 1995年2月2日（30歳）  | パープル |                                |                                                 |
| 夏目紘斗 なつめ ひろと     | 1996年9月4日（28歳）  | イエロー | 株式会社エイジアプロモーション | 元タンバリンアーティスツ所属 元ワイエムエヌ所属 |
| 原沢涼 はらさわ りょう     | 2003年4月26日（21歳） | レッド   | 株式会社エイジアプロモーション | 現芸名：りょうた 元Ranzuki専属モデル            |
| 山崎日向 やまざき ひゅうが | 1998年9月3日（26歳）  | ブルー   |                                |                                                 |

## 元メンバー
| 名前                     | 生年月日（年齢）       | カラー   | 所属事務所                     | 卒業日        | 備考 |
| ------------------------ | ---------------------- | -------- | ------------------------------ | ------------- | ---- |
| 一ノ瀬菖 いちのせ あやめ | 2003年1月9日（22歳）   | ピンク   |                                | 2020年2月29日 |      |
| 吉田隆晃 よしだ たかあき | 1997年10月26日（27歳） | グリーン | 株式会社エイジアプロモーション | 2020年9月19日 |      |

## ライブ

### 定期公演
- 7月からは、インストアイベントに一本化

## メディア出演

### ラジオ
- みんな集まれ！浜祭・ストリートライブ（2019年11月1日 、超!A&G+）
- A&G!ボーイズサタデー（2020年4月-9月 、超!A&G+）
- シブゴ！（2020年6月20日 、渋谷クロスFM）夏目紘斗と吉田隆晃が出演